# Te Rangi Pai
Te Rangi Pai (* 11. Januar 1868 an der Tokomaru Bay als Fannie Rose Howie; † 20. Mai 1916 in Opotiki) war eine neuseeländische Sängerin.
Fannie wurde als ältestes von neun Kindern der Māori Herewaka Porourangi Potae (auch Rangi-i-paea) aus dem Iwi Ngāti Porou und ihrem englischen Ehemann Thomas William Porter. Ihr Vater war für fünf Jahre Bürgermeister von Gisborne. Sie besuchte mit drei ihrer Schwestern die Mädchenschule von Mrs. Sheppard in Napier.
Anfangs nur zu Hause musikalisch gebildet, begann die begabte Porter mit ihrer vom Mezzosopran bis Alt reichenden Stimme öffentlich aufzutreten.
Am 15. Oktober 1891 heiratete sie in Christchurch den im öffentlichen Dienst stehenden John Howie. Sie studierte in Australien Gesang und kehrte nach einer Tournee dort nach Neuseeland zurück.
Um 1900 trat sie auf der Bühne unter einer verkürzten Version des Namens ihrer Mutter auf: Te Rangi Pai (Der schöne Geist). Im Dezember des gleichen Jahres reiste sie mit ihrem Mann nach England, um bei dem Bariton Charles Stanley zu lernen. Sie erwarb dort die Fähigkeit, in verschiedenen Fächern wie Konzert Oratorium und Ballade zu singen. Sie gab 1901 in Liverpool ihr Debüt in England und wurde von der Kritik herausgehoben, was ihr viele weitere Auftritte verschaffte.
Ihre Mutter und ihr jüngster Bruder Robert starben Ende 1904. Auch Fanny war gesundheitlich angeschlagen. So kehrte sie 1905 in ihr Heimatland zurück und tourte dort von 1906 bis 1907. Auf ihrer letzten Tournee erlangte sie mit ihrem bekanntesten Werk Hine e Hine bis heute anhaltende Bekanntheit.
Gesundheitliche Probleme und Streit mit ihrem Vater, der große Ländereien ihrer Mutter verkauft hatte, zwangen sie zum Rückzug aus dem öffentlichen Leben. Fanny starb am 20. Mai 1916 in Opotiki und wurde in Maungaroa unter einem Pohutukawa-baum begraben.